# Zestoa
Zestoa (Spaans: Cestona) is een gemeente in de Spaanse provincie Gipuzkoa in de regio Baskenland met een oppervlakte van 44 km². Zestoa telt 3.734 inwoners (1 januari 2016).
In de gemeente is een museum (Ekainberri) rond de prehistorische kunst uit de nabije Ekaingrot.

## Geboren

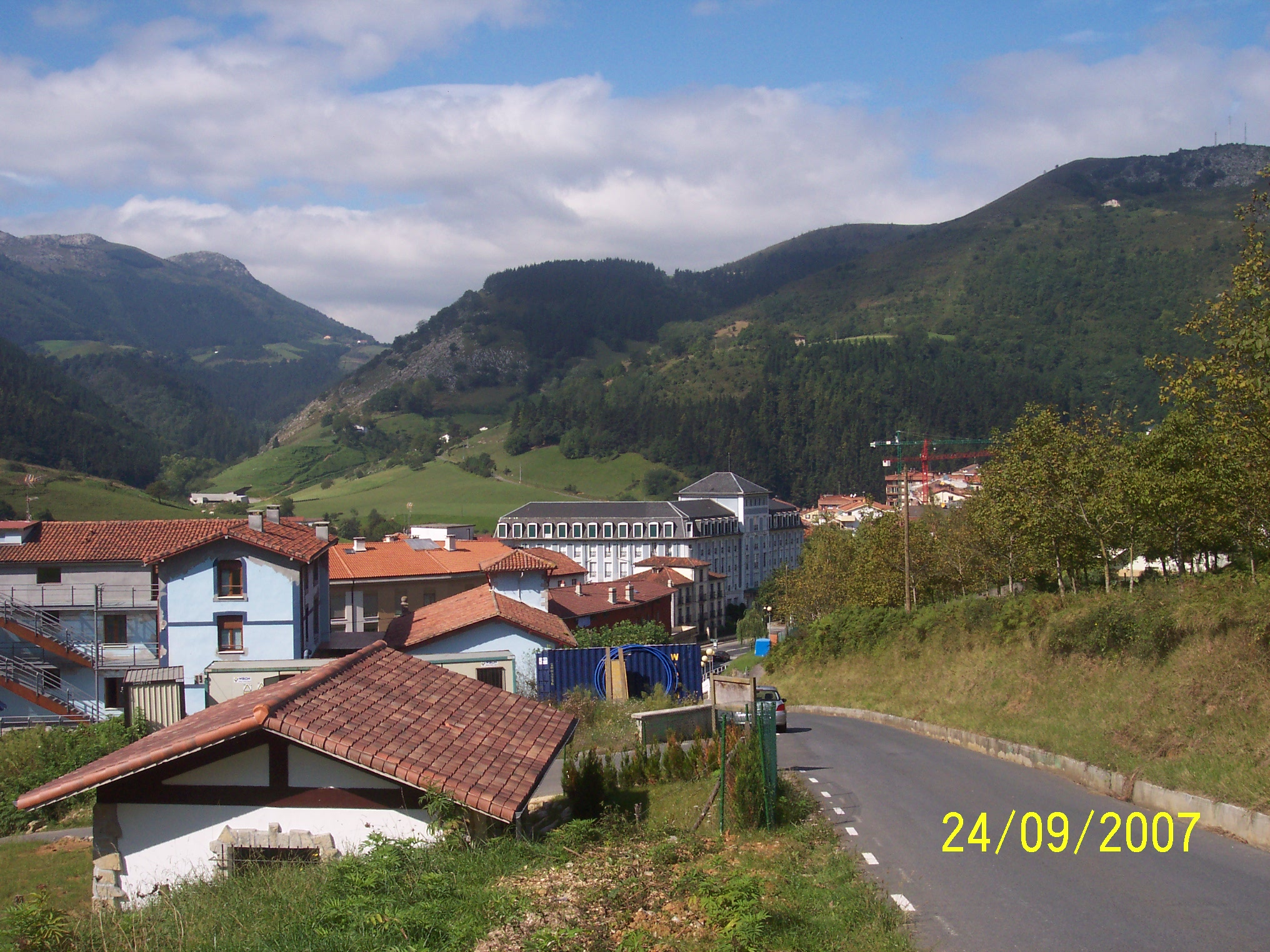

- Aitor Osa (1973), wielrenner
- Unai Osa (1975), wielrenner